# 57658 Нілрем
57658 Нілрем (57658 Nilrem) — астероїд головного поясу, відкритий 17 жовтня 2001 року.